# Kūchū Buranko
Kuuchuu Buranko (空中ブランコ Kuuchuu Buranko?) "Trapecistas Voladores" es una novela corta Japonesa y un título de una colección de historias cortas escritas por Hideo Okuda (奥田 英朗 Okuda Hideo?), y es el segundo volumen de "Seishinkai Irabu sirīzu (精神科医・伊良部シリーズ La serie del Psiquiatra Irabu?)". Fue publicada originalmente por Bungeishunju en el 2004. Recibió el 131vo Premio Naoki en el primer semestre de 2004.
El libro fue adaptado al anime el 15 de octubre de 2009, bajo el estudio Toei Animation. 

## Argumento
Irabu Ichiro es un psiquiatra que vive en la colorida versión alternativa de Tokio. Los pacientes lo visitan para que los asesore con sus problemas. Sin embargo todos se sienten perplejos por el comportamiento de Ichiro. Ichiro lleva una cabeza de ratón falsa y puede cambiar su aspecto de un adulto a un niño y un adolescente. A pesar de la actitud celosa de Ichiro, él tiene éxito ayudando a cada uno de los pacientes que vienen a su oficina.